# منظور أحمد
منظور أحمد (بالإنجليزية: Manzoor Ahmed)‏ هو لاعب كرة قدم باكستاني، ولد في 2 يناير 1992 في باكستان. شارك مع منتخب باكستان لكرة القدم. أما مع النوادي، فقد لعب مع WAPDA F.C. ‏.

## وصلات خارجية
- منظور أحمد على موقع ناشيونال فوتبول تيمز (الإنجليزية)
- منظور أحمد على موقع GSA (الإنجليزية)